# Kattjärnet (Bogens socken, Värmland)
Kattjärnet är en sjö i Arvika kommun i Värmland och ingår i Göta älvs huvudavrinningsområde. Sjön är 11,5 meter djup, har en yta på 0,149 kvadratkilometer och är belägen 235,4 meter över havet. Sjön avvattnas av vattendraget Bortaälven (Lillekälven).

## Delavrinningsområde
Kattjärnet ingår i det delavrinningsområde (666550-131464) som SMHI kallar för Utloppet av Lilleken. Medelhöjden är 276 meter över havet och ytan är 17,27 kvadratkilometer. Det finns inga avrinningsområden uppströms utan avrinningsområdet är högsta punkten. Bortaälven (Lillekälven) som avvattnar avrinningsområdet har biflödesordning 4, vilket innebär att vattnet flödar genom totalt 4 vattendrag innan det når havet efter 322 kilometer. Avrinningsområdet består mestadels av skog (77 procent) och sankmarker (14 procent). Avrinningsområdet har 0,89 kvadratkilometer vattenytor vilket ger det en sjöprocent på 5,1 procent.